# أرن (إقليم فرنسي)

موقع اقليم أُرن

أُرن أو أورن (بالفرنسية:Orne) هو إقليم فرنسي، يقع في شمال غرب فرنسا، وسمي باسم أُرن نسبة لنهر أُرن.

## تاريخ الإقليم
إقليم أُرن هو واحد من الأقاليم الـ 83 التي تتشكل منها فرنسا، تم إنشاؤه أثناء الثورة الفرنسية، في 4 مارس 1790، أنشئت من أجزاء من منطقتي نورماندي وبيرش السابقتين.

## جغرافية الإقليم
إقليم أُرن يقع في منطقة باس نورماندي، ويحيط به كل من الإقليم التالية: أور (بالفرنسية:Eure)، أور لوير (بالفرنسية:Eure-et-Loir)، سارت (بالفرنسية:Sarthe)، ماين (بالفرنسية:Mayenne)، وكالفادوس (بالفرنسية:Calvados).

## سكان الإقليم
ويطلق على سكان إقليم أُرن اسم اورنايس (بالفرنسية:Ornais). بلغ ذروة ارتفاع عدد السكان المسجلين في عام 1836، حيث بلغ عدد السكان 443.688، وأدى تراجع دخل المزارع وإغراء آفاق أفضل في الامبراطورية التوسعية الخارجية، إلى انخفاض مطرد في مستويات السكان في العديد من الدوائر الريفية، وبحلول تعداد عام 1936 بلغ عدد السكان المسجلين 269.331 فقط، وبحلول عام 2008 تعافى معدل ارتفاع مستوى السكان قليلا، ووصل عدد السكان إلى 292.282.

## اقتصاد الإقليم
تعد أُرن أكبر مدينة بفارق كبير هي محافظة الينكون، وتُعد المركز الإداري والتجاري، في منطقة ما تزال الحياة الريفية تحضى بأغلبية ساحقة من السكان. لا توجد مراكز صناعية كبيرة في الإقليم، ولا تزال الزراعة هي المصدر الأساسي لاقتصاد الإقليم.

## معرض الصور

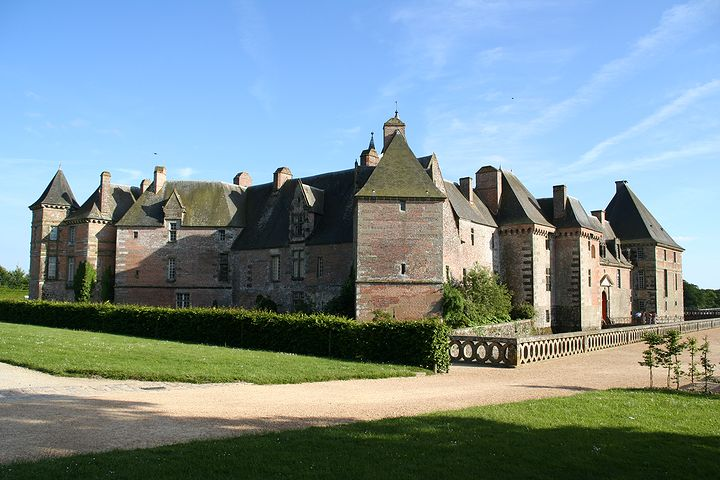
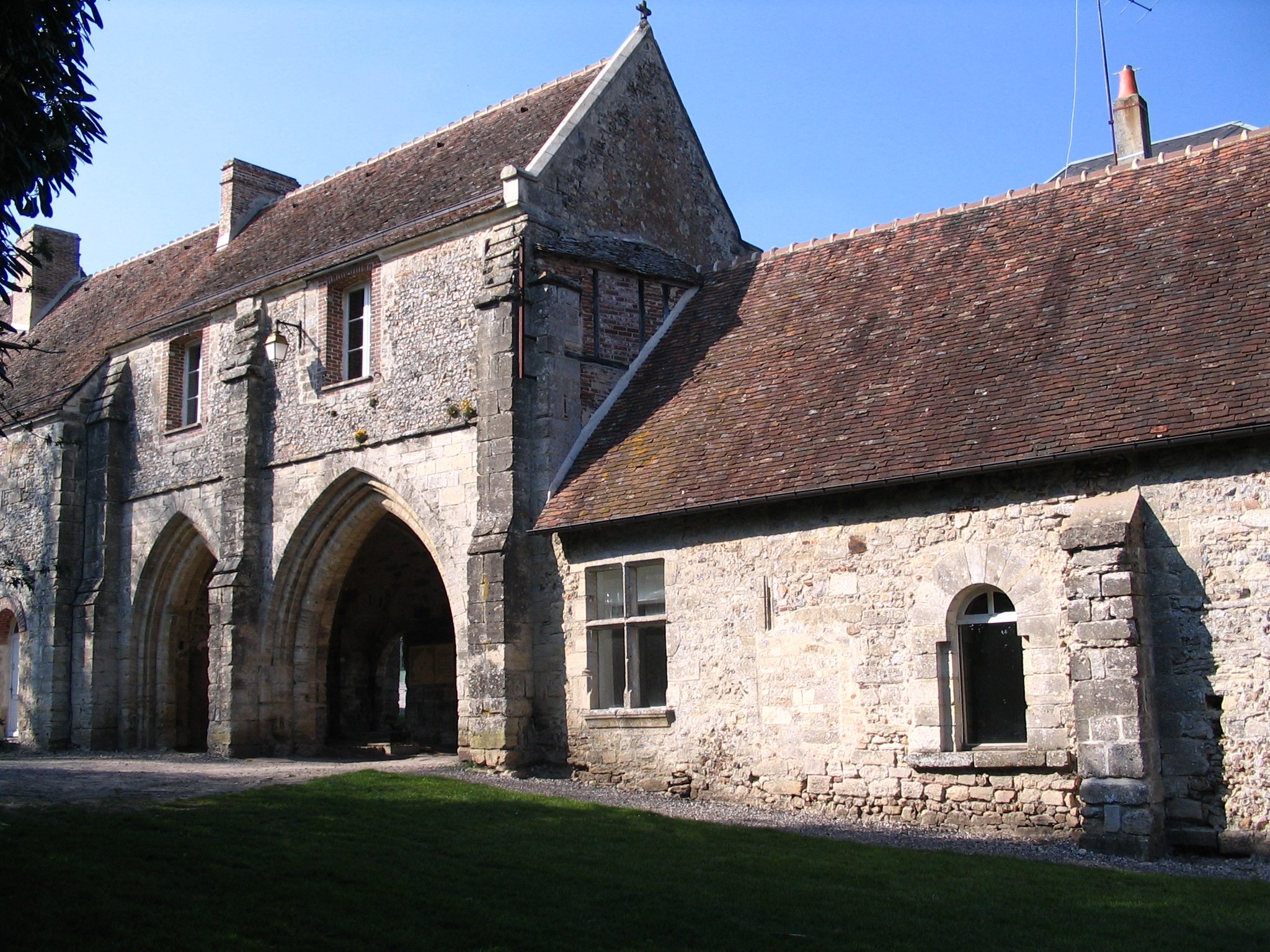
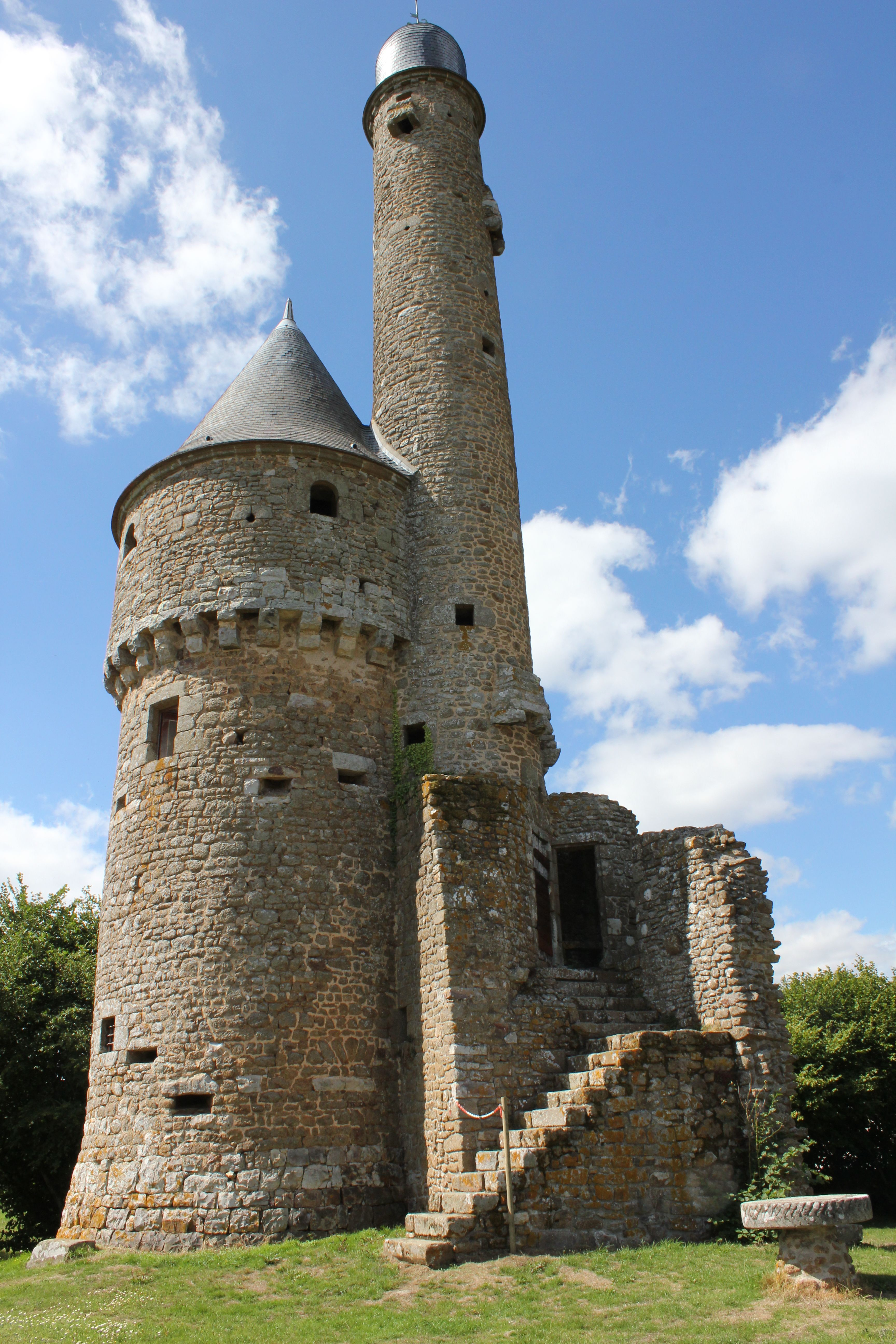
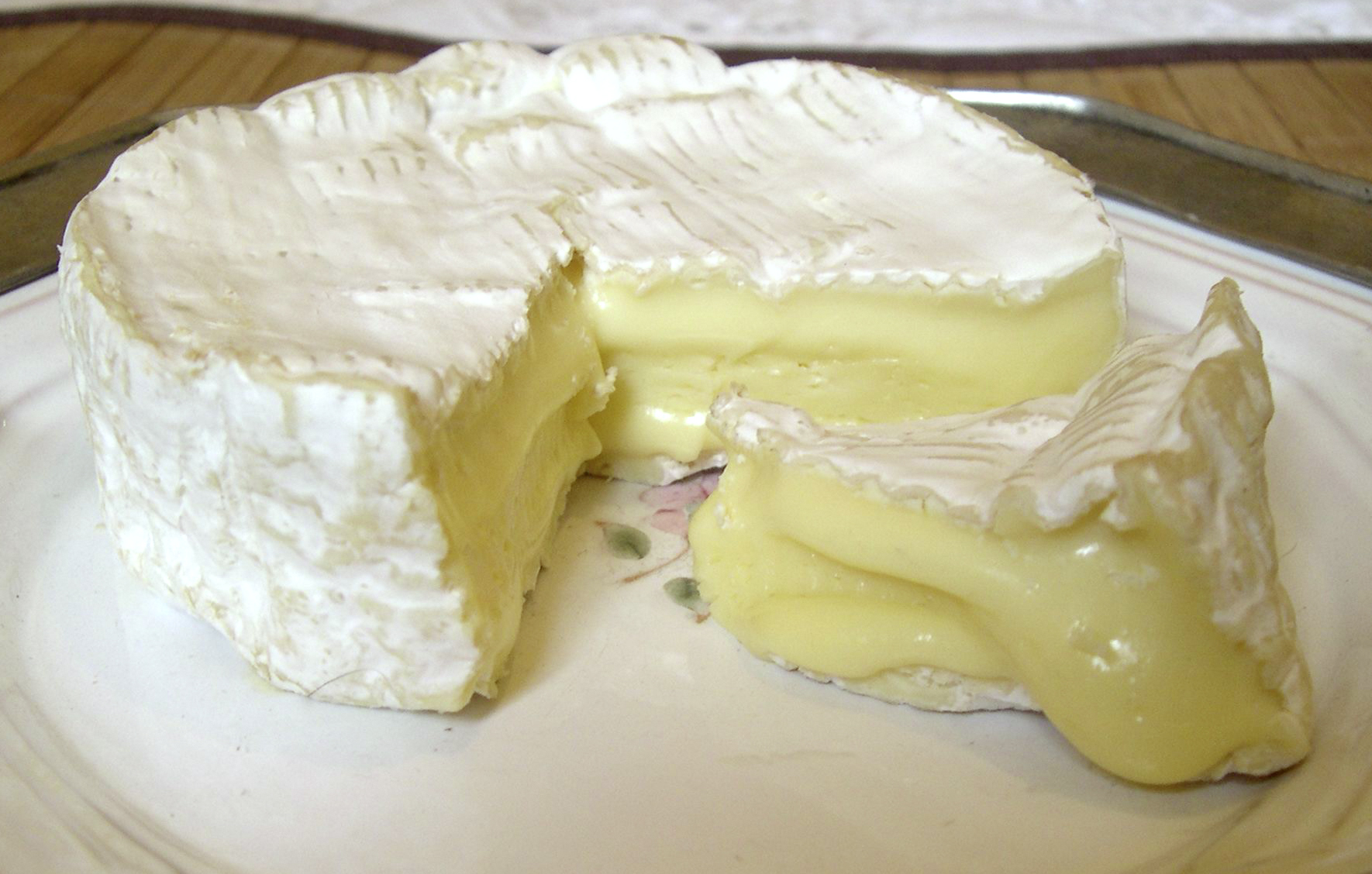

## أعلام
- بول هاريل
- هنري فونتين
- موريس أوبيرت